# Gmina Bužim
Gmina Bužim (boś. Općina Bužim) – gmina w Bośni i Hercegowinie, w kantonie uńsko-sańskim. W 2013 roku liczyła 19 340 mieszkańców.